# Сухачёв, Андрей Валерьевич
Андрей Валерьевич Сухачёв (укр. Андрій Валерійович Сухачьов; род. 6 июля 1976, Ворошиловград) — государственный деятель самопровозглашённой Луганской Народной Республики. Глава администрации Свердловска и Свердловского района (с 2015 года; и. о. главы администрации Свердловска с 2 декабря 2014 года).

## Биография
Родился 6 июля 1976 года в городе Ворошиловграде Ворошиловградской области Украинской ССР Советского Союза.

### Служба в армии
В 1994— 1996 годах служил в вооружённых силах Украины в городе Симферополе.

### Образование
В 2008 году поступил на учёбу в Восточноукраинский национальный университет имени Владимира Даля, который окончил в 2008 году, получив диплом о высшем экономическом образовании.

### Карьера
После окончания военной службы работал в коммерческих структурах. Занимал руководящие должности в строительной и транспортной сферах.
С августа 2014 года был «народным мэром» Свердловска. 2 декабря указом главы ЛНР назначен и. о. главы администрации Свердловска.
В 2015 году глава Луганской Народной Республики Игорь Плотницкий своим указом назначил его главой администрации Свердловска и Свердловского района.